# Kasteel Miramare
Kasteel Miramare (Italiaans: Castello di Miramare) is een kasteel aan de Golf van Triëst, ongeveer 8 kilometer ten noordwesten van Triëst in Italië. Het kasteel was vroeger een buitenresidentie van het Habsburgse hof, maar is sinds 1955 ingericht als museum.

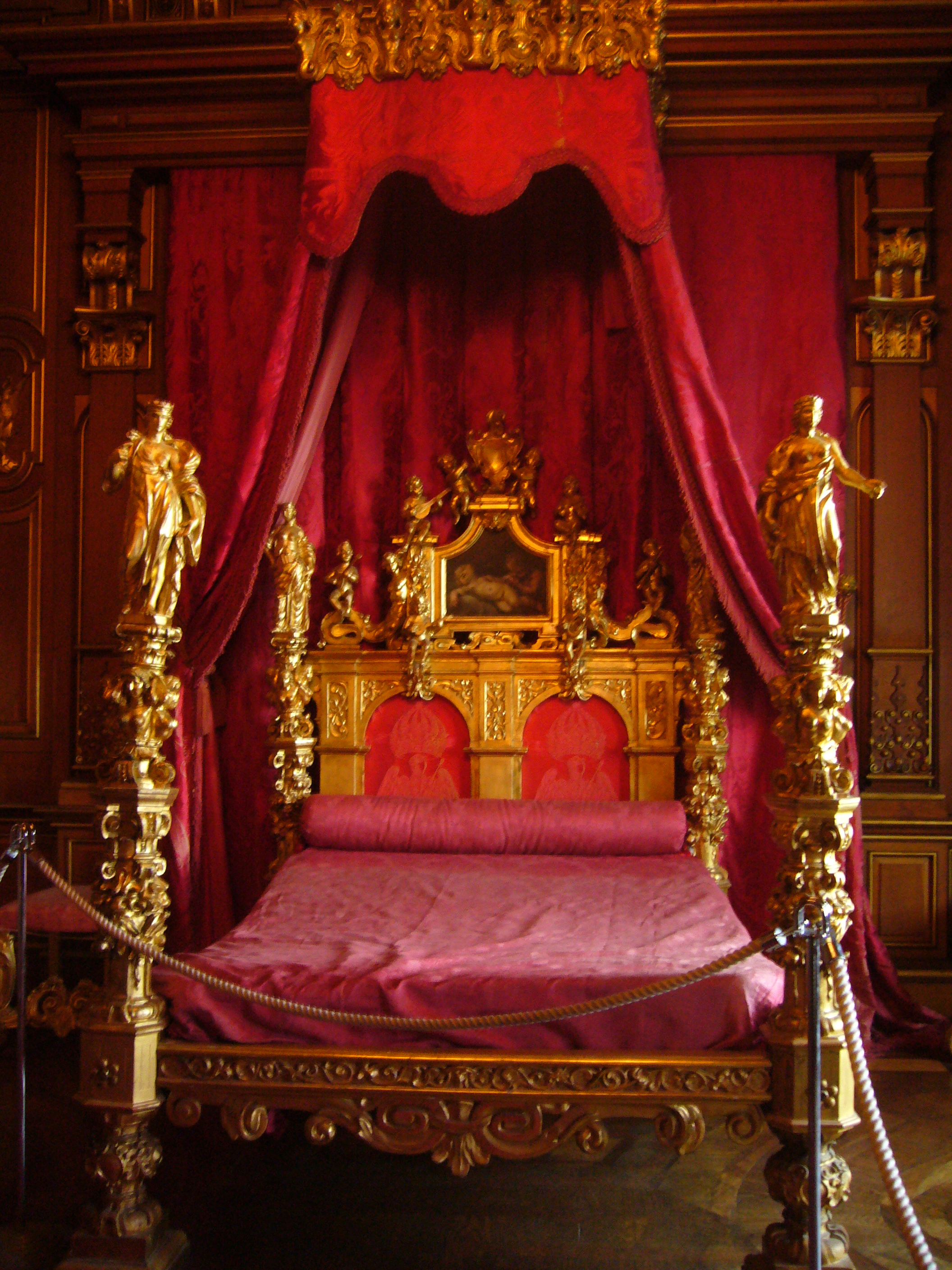
Slaapkamer van Maximiliaan

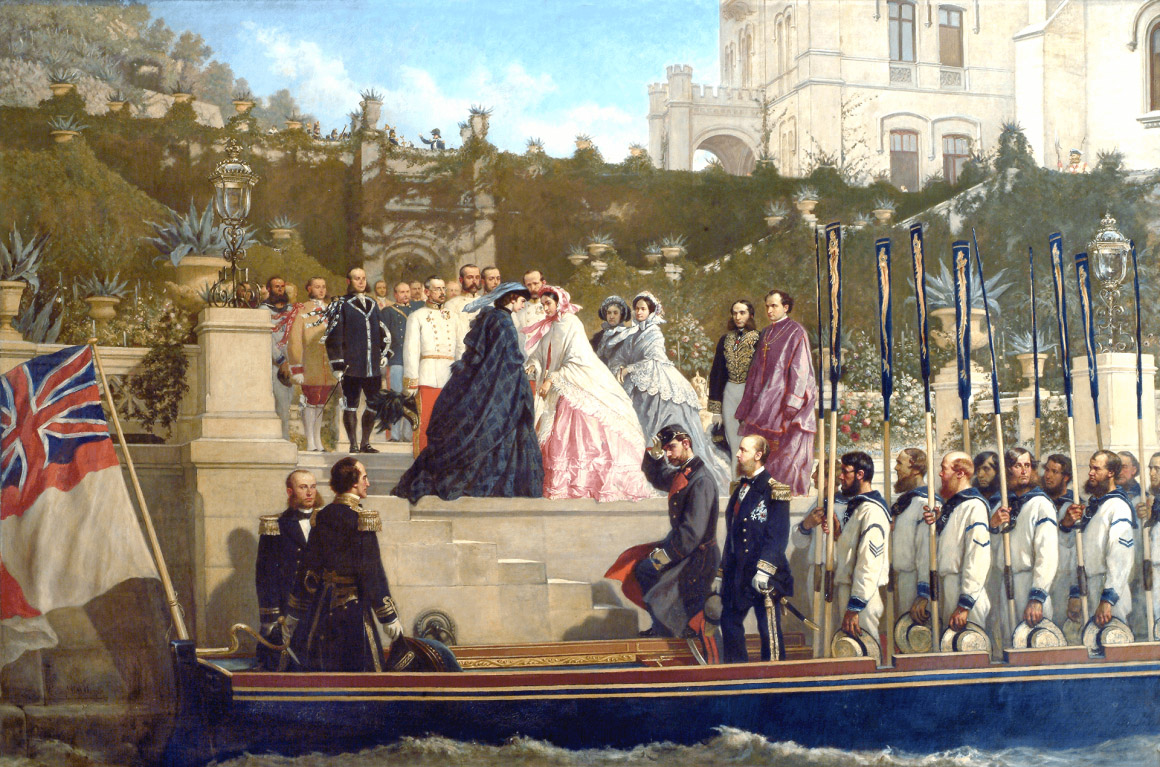
Charlotte van België verwelkomt Elisabeth bij Miramare in 1861. In de boot: Frans Jozef I en Maximiliaan.
Schilderij van Cesare Dell'Acqua

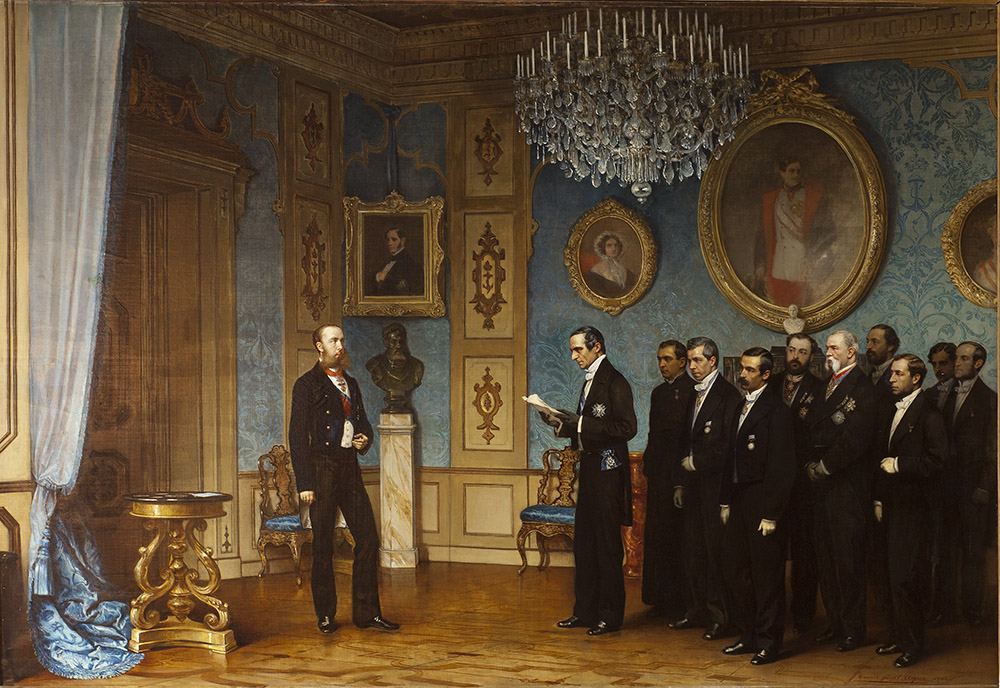
Bezoek van de Mexicaanse delegatie. Links de marmeren tafel.
Schilderij van Cesare Dell'Acqua

## Kasteelgebouw
Het kasteel werd tussen 1856 en 1860 gebouwd als zomerverblijf voor Maximiliaan van Habsburg en zijn vrouw Charlotte van België, dochter van de Belgische koning Leopold I. Maximiliaan was gouverneur van dit gebied en woonde er vier jaar. Het witte kasteel ligt in een park van 22 hectare met een exotische beplanting en uitzicht over de Adriatische Zee.
In 1861 kwamen keizerin Elisabeth en Frans Jozef I, keizer van Oostenrijk, op bezoek in Miramare.
In Miramare heeft Maximiliaan in 1864 zijn benoeming tot keizer van Mexico aanvaard. Op de kleine marmeren tafel (links op het schilderij) heeft hij hiervoor getekend, in aanwezigheid van de Mexicaanse delegatie. Omdat Maximiliaan nu naar Mexico ging, heeft hij Miramare nooit voltooid gezien. Als huwelijksgeschenk kreeg het echtpaar in 1857 van paus Pius IX een bed, dat in de slaapkamer op de eerste verdieping zou komen te staan. Die verdieping was nog niet in gebruik toen hij naar Mexico vertrok; hij heeft er nooit in geslapen.
Charlotte ging in 1864 mee naar Mexico, maar keerde in 1866 terug naar Italië om politieke steun te zoeken. Ze zou haar echtgenoot niet meer terugzien, want in 1867 werd hij in Mexico geëxecuteerd. Charlotte trok zich eerst nog enkele jaren in Miramare terug, maar keerde uiteindelijk terug naar haar geboorteland België.

## Interieur
Maximiliaan was dol op de zee en wilde zich in Miramare voelen alsof hij op een schip was. Enkele kleine kamers zijn met donker hout ingericht alsof het kajuiten zijn. Op het schilderij van Cesare Dell'Acqua (zie foto) is te zien dat enkele kamers op de begane grond al ingericht waren toen de Mexicaanse delegatie op bezoek kwam. In de troonzaal staat een levensgroot schilderij van Maximiliaan, geschilderd door Santiàgo Rèbull.

## Kapel
In de kapel wordt nog steeds eenmaal per jaar een dienst gehouden, op de verjaardag van Maximiliaan. De twaalf apostelen, het Laatste Avondmaal en het plafond werden geschilderd door Ede Heinrich. De gordijnen hebben de Mexicaanse adelaar als motief.

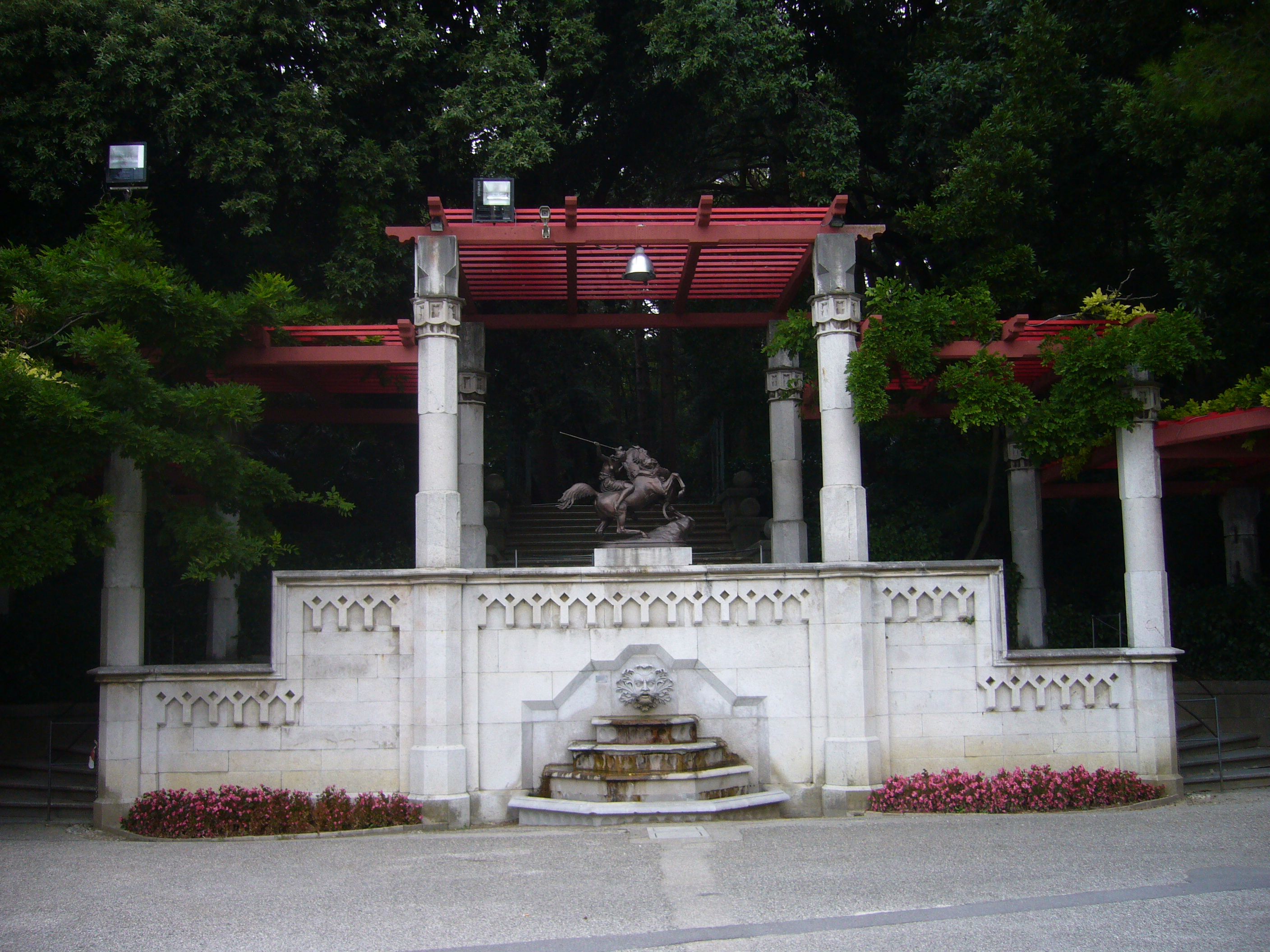
Fontein op het voorplein

## Tuin
Maximiliaan was amateurbotanicus. De tuin werd aangelegd met exotische bomen en planten. Eerst moesten de soms steile rotsen met een laag aarde bedekt worden, en hij heeft met succes geëxperimenteerd met planten die de aarde goed zouden vasthouden. In de tuin staat sinds 1962 onder andere een vijf meter hoog monument van Amadeus II van Aosta, gemaakt van steen uit een groeve bij Tivoli. Het is ontworpen door graaf Paolo Caccio Dominioni, en gemaakt door beeldhouwer Vittorio di Cobertaldo.

## Zee
Maximiliaan heeft voor de kust van Triëst schipbreuk geleden, waarna hij door vissers werd gered. Sindsdien was hij zeer onder de indruk van de schoonheid van de kust, vandaar dat hij deze locatie koos om zijn zomerverblijf te bouwen. In 1986 werd de kust voor het kasteel uitgeroepen tot riserva marina, dat wil zeggen beschermd gebied. Het Wereld Natuur Fonds heeft er een Centro di educazione all'ambiente marino di Miramare gevestigd dat aandacht besteedt aan de onderwaterwereld.

## Latere bewoners
Keizerin Elisabeth was de volgende bewoonster van Miramare, samen met haar zoon Rudolf. Deze pleegde in 1889 zelfmoord, samen met zijn geliefde.
Na hen nam aartshertog Frans Ferdinand, neef van Rudolf en erfgenaam van de keizerlijke troon, Miramare over.
Aan het einde van de Eerste Wereldoorlog woonde Amedeo, 3de hertog van Aosta, een neef van de Italiaanse koning, in Miramare. Hij heeft er de elektriciteit en centrale verwarming laten aanleggen. Hij stierf tijdens de Tweede Wereldoorlog in een gevangenkamp in Nairobi, Kenia.
De laatste bewoners waren twee Britse generaal-majoors. Beiden stierven aan een hartaanval.